# Selatosomus melancholicus
Selatosomus melancholicus là một loài bọ cánh cứng trong họ Elateridae. Loài này được Fabricius miêu tả khoa học năm 1798.

## Hình ảnh

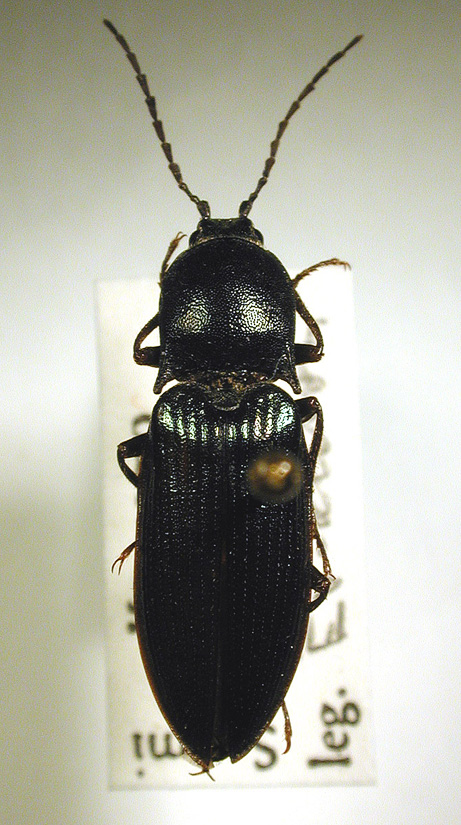